# Josi Meier
Josephine Johanna 'Josi' Meier (Dagmersellen, 31 augustus 1926 – Luzern, 5 november 2006) was een Zwitserse advocate en politica voor de Christendomcratische Volkspartij (CVP/PDC) uit het kanton Luzern. Zij was in 1971 een van de eerste elf vrouwelijke verkozenen in de Nationale Raad. In 1991-1992 was zij de eerste vrouwelijke voorzitter van de Kantonsraad.

## Biografie

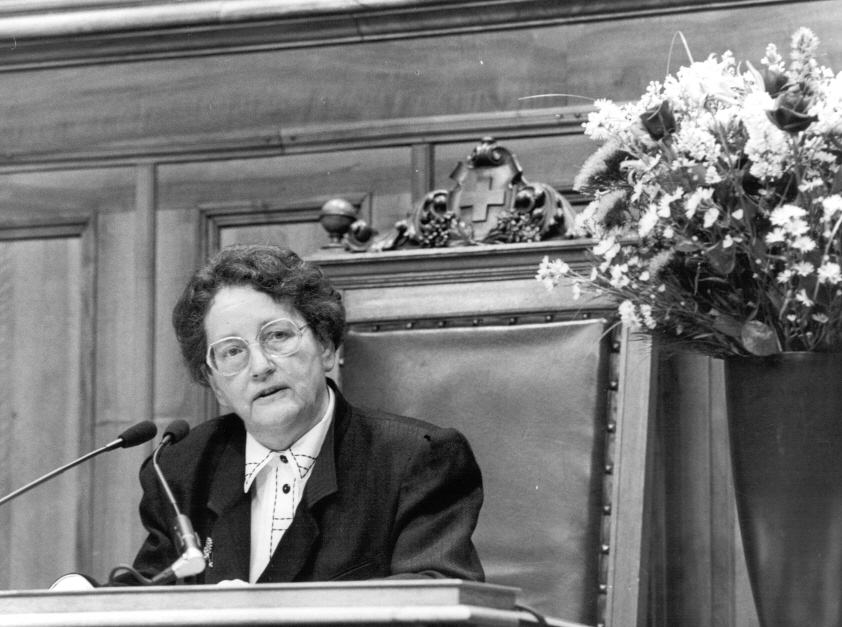
Josi Meier op 25 november 1991, als voorzitster van de Kantonsraad.

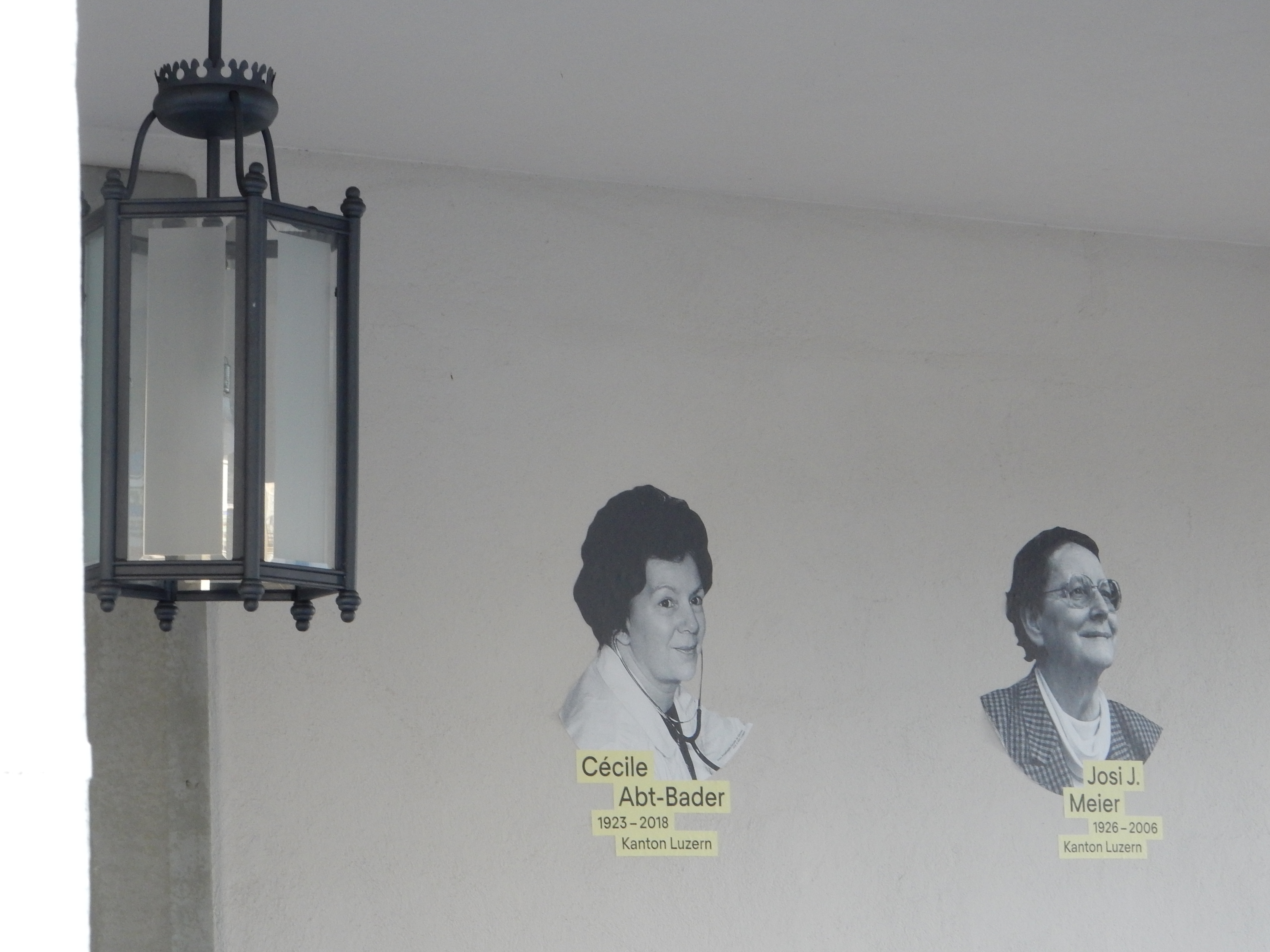
Muurtekening van Josi Meier in Bern in het kader van de campagne Hommage 2021.

Josi Meier studeerde rechten aan de Universiteit van Genève en werd nadien advocate. Ze ijverde sterk voor de invoering van het vrouwenstemrecht in Zwitserland. Van 1959 tot 1971 was ze vertegenwoordigster van de christendemocratsiche CVP/PDC in de schoolraad van de stad Luzern.
Nadat op 25 oktober 1970 het kanton Luzern het vrouwenstemrecht had ingevoerd, was Meier van 1971 tot 1976 lid van de Kantonsraad van Luzern. Na de invoering van het vrouwenstemrecht op federaal vlak in 1971 werd ze bij de Zwitserse parlementsverkiezingen van dat jaar verkozen in de Nationale Raad, waarmee zij een van de eerste twaalf vrouwelijke leden van de Zwitserse Bondsvergadering was. Ze zetelde in de Nationale Raad van 29 november 1971 tot 14 maart 1983. Na de verkiezing van Alphons Egli in de Bondsraad werd Meier in 1983 zijn opvolger als lid van de Kantonsraad, waarin ze zetelde van 15 maart 1983 tot 3 december 1995 en waarvan ze van 25 november 1991 tot 30 november 1992 de eerste vrouwelijke voorzitter was. In de periode 1990-1991 was ze vicevoorzitster van de parlementaire onderzoekscommissie die een onderzoek voerde naar het Federaal Departement van Justitie en Politie vanwege het zgn. Fichesschandaal. Ze was de bedenkster van de slogan Frauen gehören ins Haus, ins Bundeshaus!, waarmee ze aangaf dat ook vrouwen een plaats hebben in het parlement.
Van 1976 tot 1981 zetelde ze eveneens in de Parlementaire Vergadering van de Raad van Europa. In 1981 was ze voorzitster van de Zwitserse parlementaire delegatie bij het Europees Parlement. Tussen 1984 en 1995 was ze daarnaast lid van de Zwitserse delegatie bij de Interparlementaire Unie. In de periode 1990-1991 zat ze deze delegatie voor.

## Onderscheidingen
- Doctor honoris causa aan de Universiteit van Fribourg (1991)
- Doctor honoris causa aan de Universiteit van Luzern (1994)